# هیچ‌کجا
هیچ‌کجا (انگلیسی: Nowhere) یک کمدی سیاه آمریکایی به کارگردانی گرگ آراکی است، با بازی جیمز دووال و ریچل ترو در نقش یک زوج دوجنسگرا.
این فیلمی قسمت سوم سه‌گانه‌ای است که به «سه‌گانهٔ آخر الزمانی نوجوانی» مشهورند. فیلم اول کاملاً به فنارفته و فیلم دوم نسل نابودی نام داشت.